# 張政 (サッカー選手)
張 政（チャン・チョン、朝: 장정、1964年5月5日 - ）は、大韓民国の元サッカー選手、サッカー指導者。元大韓民国代表。現役時代のポジションはDF。

## 選手歴
1983年に大宇ロイヤルズに入団。1987年にはラッキー金星ファンソに移籍し、1989年には一和天馬に移籍した。
1990年にマレーシアへ渡り、ペラFAに入団した。1992年にシンガポールFAに移籍すると、シンガポール代表のリム・トンハイとタッグを組んで活躍した。その後、Sリーグが開幕すると2年目となる1997年にゲイラン・ユナイテッドFCに加入し、1999年まで所属した。

## 監督歴
引退後はゲイラン・ユナイテッドFC、バレスティア・カルサFCとシンガポールで監督を務めた後、2006年にスリランカ代表のU-23監督に就任、その後A代表の監督を務めた。2012年までスリランカ代表監督であった。
2012年7月19日には、ノリザン・バカルに代わってかつて所属したペラFAの監督となる事が発表され、その任期は同年のマレーシアカップが終了するまでであった。しかし同チームでの成績は振るわず、1勝3分2敗となり、マレーシアカップ準決勝進出はならなかったため、契約更新は為されなかった。

## 個人成績
代表での得点一覧
| # | 日附          | 場所         | 対戦相手   | 得点  | 結果         | 大会      |
| - | ------------- | ------------ | ---------- | ----- | ------------ | --------- |
| 1 | 1983年7月29日 | ロサンゼルス | グアテマラ | 1得点 | 1-1 (PK 3-5) | 1983 LA杯 |

## タイトル

### 選手
ペラFA
- ピアラFAマレーシア: 1990

シンガポールFA
- マレーシアリーグ: 1994
- マレーシアカップ: 1994

### 監督
ゲイラン・ユナイテッドFC
- Sリーグ: 2001

#### 個人
- Sリーグ最優秀監督賞: 2001